# 13895 Letkasagjonica
13895 Letkasagjonica è un asteroide della fascia principale. Scoperto nel 1973, presenta un'orbita caratterizzata da un semiasse maggiore pari a 2,9385590 UA e da un'eccentricità di 0,1145017, inclinata di 1,63761° rispetto all'eclittica.